# オレンジルート
オレンジルート（JNTR‐Orange）とは、アメリカインド太平洋軍隷下の、アメリカ海兵隊、第7艦隊空母戦闘群、太平洋空軍航空戦闘軍団、在日アメリカ軍等の航空機が訓練を実施する非公式の航空路に与えられた通称名である。
オレンジルートは、まず和歌山県南部の椿山ダム上空を起点として、紀伊山地を南西に飛んでから紀伊水道を北西に向かって横断し、対岸にある高知県東洋町上空から四国山地の山々に入る。徳島県との県境付近を飛び、高知県香南市の綱附森付近で変針し、大豊町から本山町にかけての上空を低空飛行する。高知県大川村の早明浦ダム上空で愛媛県側に変針し、西条市から今治市の上空を経て瀬戸内海の安芸灘を抜け、岩国基地に至るものである。

## 概要
オレンジルートの下にある四国山地の地誌は、北朝鮮のインフラの骨幹である水力発電所群や寧辺核施設、強制収容所、豊渓里の核実験場、東倉里や旗対嶺のミサイル基地といった、北朝鮮の山岳地帯に点在する重要施設への空爆を模擬した訓練を実施するのに最適な環境にある。

### 朝鮮半島核危機との関連
1994年は、オレンジルート上での米軍機の訓練が特に激しく、結果として死者を伴う墜落事故が発生するに至った。当時は、朝鮮人民軍が前年の1993年に弾道ミサイル「ノドン」の発射実験に成功。翌年にはNPT（核拡散防止条約）からの脱退と核兵器開発を宣言し、韓国を威嚇。韓国側からの抗議に対しては、主体思想を振りかざして戦争を仄めかす瀬戸際外交でこれに応じ「朝鮮半島核危機」が起きていた。事故はこのことと無関係ではない（後述）。
朝鮮半島核危機当時のアメリカ合衆国を担っていたクリントン政権では、北朝鮮が実際に核兵器を保有した場合は、重要施設への空爆によって強引にでも北朝鮮に核兵器を放棄させ、朝鮮半島を非核化するという平和執行（予防攻撃/preventive attack）の選択肢を検討した。米軍機は、オレンジルート上で平和執行訓練をしていた。結局、朝鮮半島核危機は、クリントン大統領が特使として派遣したジミー・カーター元大統領と金日成主席との和平交渉の末、北朝鮮が日米韓3か国から莫大な無償援助を受ける見返りとして、金日成自身がNPTの遵守と核兵器開発計画の放棄を約束したことから、実際に戦火を交えることなく収束した。だが、和平の約束は、その後に北朝鮮が引き起こした1998年のテポドン発射実験、2001年の九州南西海域工作船事件（不審船事件）、2002年に発覚した北朝鮮による日本人拉致問題、繰り返される北朝鮮によるミサイル発射実験や核実験によって事実上白紙化した。このことに関連して、米軍機は近年オレンジルートでの訓練の回数を増やすようになった。

### 現在
米軍機は、2013年現在もオレンジルート周辺に所在する建造物の上空に超低空で飛来しては、これらを目標物に見立てて様々な訓練を敢行している。

### オスプレイ問題
現在、アメリカ戦略軍が朝鮮半島有事に備えて作成している「作戦計画5027」および「作戦計画5029（概念計画5029）」の記載によれは、有事の際、米韓連合司令部隷下の特殊部隊がヘリボーンによる空中機動作戦によって北朝鮮の重要施設を急襲し、そこにある核兵器を確保して核戦争を阻止することが想定されている。とは言え、北朝鮮に対するヘリボーンは、ヘリコプターの航続距離の制約により実現の可能性は低い。だが、近年の米軍に新機軸をもたらしている新型輸送機V-22 オスプレイは、ヘリコプターの数倍の航続距離と速力を有しており、オスプレイを使えばヘリボーンの成功率は飛躍的に高まることとなる。軍事評論家の小川和久によれば、朝鮮半島だけではなく、中華人民共和国と台湾が60年以上にわたって対峙してきた台湾海峡での紛争抑止にもオスプレイは有効であり、小川和久は「沖縄に配備されているオスプレイの空中機動作戦能力が、中国による台湾侵攻を抑止している」と主張している。
一方、オスプレイの安全性には懸念があるとされ、報道機関も大々的に問題視している。他方、日本共産党や沖縄県の市民団体等は、オスプレイが朝鮮半島や台湾海峡の紛争に海兵隊を容易に介入させられる性能を有することから、日本がアメリカの戦争に巻き込まれ、中国や北朝鮮によるミサイル攻撃やゲリラコマンドの標的にされることを危惧しており、仮にオスプレイが安全な乗り物であったとしても日本への配備を認めない、との主張を展開している。
2013年3月、報道機関が大々的に報じる中で、オスプレイによる本土上空での初めての訓練がオレンジルートで実施された。

## オレンジルートにおける米軍機墜落事故

### 1994年
1994年10月14日、オレンジルート直下にある早明浦ダムのダム湖に、米海軍の艦載機（インディペンデンス (CV-62)空母戦闘群所属）が墜落し搭乗員2名が死亡した。墜落した機体は、第115攻撃飛行隊（VA-115）所属の艦載攻撃機A-6E（機体番号162188/NF505）であり、低空飛行訓練中に操縦を誤って湖面に衝突したものと考えられている。

### 1999年
1999年、オレンジルートで訓練を実施すべく、岩国基地から飛び立ち高知県沖の太平洋上空を飛行中の米海兵隊の艦載機（岩国基地所属）が、空中給油機からの空中給油に失敗して機体を破損したため、最寄りの高知空港への緊急着陸が試みられたが、壊れた機体が力尽きて土佐湾に墜落した。事故機の搭乗員は緊急脱出して冬の海を漂流したが、事故発生後すぐに出動した高知県庁の消防防災ヘリコプター「りょうま」によって無事に救助され、岩国基地に帰還した。